# Isabel Salgado
Isabel Salgado (Río de Janeiro, 2 de agosto de 1960 — São Paulo, 16 de noviembre de 2022) fue una jugadora y entrenadora brasileña de voleibol que jugaba en la posición de atacante, destacando principalmente en la modalidad de voleibol de playa, donde fue campeona mundial.

## Carrera

### Club
Fue la primera jugadora de voleibol de Brasil en ganar un título nacional en una liga extranjera, cuando ganó la liga italiana con el Módena. Antes de eso fue campeona nacional con el Flamengo en dos ocasiones a mediados de los años 1970.

### Selección nacional
Participó en varias ocasiones con la selección nacional, con la que consiguió la medalla de bronce en los Juegos Panamericanos de 1979 celebrados en Puerto Rico y una medalla de oro en el campeonato sudamericano sub-20. Participó en dos ocasiones en los Juegos Olímpicos en la década de los años 1980, e integró la selección que participó en la Copa Mundial de 1986.

### Voleibol de playa
Ganó un campeonato mundial en 1994 en Miami, junto a Roseli Timm, además de tres subcampeonatos y tres terceros lugares, llegando a ubicarse en el primer lugar de la clasificación mundial. Se retiraría en 1997 para enfocarse en sus hijos.

### Clasificación histórica
| Asociación     | Resultado final | Premios  | Fuente      |
| Estados Unidos | 17.º            | 0 $      | [ 7 ] [ 8 ] |
| WPVA           | 17.º            | 0 $      | [ 7 ] [ 8 ] |
| Internacional  | 1.º             | 59,219 $ | [ 7 ] [ 8 ] |
| FIVB           | 1.º             | 47,281 $ | [ 7 ] [ 8 ] |
| FIVB C&S       | 5.º             | 938 $    | [ 7 ] [ 8 ] |
| Bonificación   | -               | 11,000 $ | [ 7 ] [ 8 ] |
| Global         | 1.º             | 59,219 $ | [ 7 ] [ 8 ] |

## Vida personal y muerte
Estaba casada con el extenista Thomaz Koch. Sus hijos, Pedro Solberg Salgado, Maria Clara Salgado y Carolina Solberg también son jugadores de voleibol de playa.
Murió de síndrome de dificultad respiratoria aguda (SDRA) en São Paulo el 16 de noviembre de 2022 a los 62 años.